# Eddie Pope
George Edward "Eddie" Pope (født 24. december 1973 i Greensboro, North Carolina, USA) er en tidligere amerikansk fodboldspiller (forsvarer). Han spillede hele sin professionelle karriere, fra 1996 til 2007, i den bedste amerikanske liga Major League Soccer. Længst tid tilbragte han hos D.C. United i Washington, hvor hans præstationer i 1997 sørgede for, at han blev kåret til Årets Forsvarsspiller i MLS.
Efter at have forladt D.C. United spillede Pope først to sæsoner hos New York MetroStars, inden han sluttede karrieren af med tre sæsoner hos Real Salt Lake i Utah.

## Landshold
Pope spillede desuden 82 kampe for USA's landshold, hvori han scorede otte mål. Han var en del af den amerikanske trup til VM i både 1998, 2002 og 2006. Derudover deltog han ved OL i 1996 i Atlanta, og var også med på det amerikanske hold der vandt det nordamerikanske mesterskab CONCACAF Gold Cup i 2005.